# Ceylanidrillus basimaculatus
Ceylanidrillus basimaculatus is een keversoort uit de familie glimwormen (Lampyridae). De wetenschappelijke naam van de soort werd voor het eerst geldig gepubliceerd in 1956 door Wittmer.